# Tattvasiddhi
Tattvasiddhi är ett abhidharmaverk inom buddhismen skrivet någon gång mellan år 250 och 350 e.Kr. Texten studerades brett i Kina under 400-talet och 500-talet. Texten presenterar bland annat abhidharman för bahusrutiyainriktningen, som var en inriktning av indisk buddhism, samt framför kritik mot kontroversiella buddhistiska ståndpunkter. Bland de kritiserade ståndpunkterna finns tron på en "person" (se pudgalavada).